# اکورن، مرزیفان
اکورن، مرزیفان (به لاتین: Akören, Merzifon) یک منطقهٔ مسکونی در ترکیه است که در استان آماسیه واقع شده‌است.